# HSPプログラムコンテスト
HSPプログラムコンテストは、Hot Soup Processorで作成されたプログラムを公開する大会のこと。 HSPプログラムコンテスト実行委員会（おにたま・悠黒喧史・うすあじ他）が主催し、 2003年より毎年行われている。

## 概要
技術の優劣を競うのが目的ではなく、プログラミングの楽しさを 広く知ってもらうこと、作品の発表の機会の提供を目的としている。
応募作品は原則としてすべて公開され、公式サイトから無料でダウンロードすることが出来る。応募期間終了後に、一次審査、最終審査を経て、受賞作品が決定される。
作品を応募するに当たって 年齢等の制限はなく、誰でも自由に応募することができる。

### 応募できるプログラム
2015年から「部門」が廃止されこの条件が新設された。
一般プログラム
HSPのバージョンを問わず、すべての命令やプラグインを使うことができる。
Webブラウザ実行プログラム
HSPで作成されたWebブラウザで実行できるプログラムをURLで投稿できる。
HSP3Dishプログラム
HSP3Dish部門と同じ条件。
2019年から廃止。一般プログラムに統合された。
HSPTVプログラム
HSPTV部門と同じ条件。
2019年から廃止。一般プログラムに統合された。

### 部門
2015年から廃止された。
一般部門
HSPのバージョンを問わず、すべての命令やプラグインを使うことができる。
HSP3Dish部門
2012年に新設された。
- HSPDishで作成された作品を対象とする。HSPDishはマルチプラットフォームに対応しており、パソコンに加えてAndroid端末やiPhoneでも実行できる。

HSPTV部門
2007年に新設された。
HSPフルセットに同梱されたHSPTVブラウザで動作するプログラムが対象となっている。コードサイズの制限や拡張プラグインの使用制限がある。
ショートプログラム部門
幾つかの制約の下でプログラムの発想・技巧を競う部門。
2007年から廃止され、代わりにHSPTV部門が新設された。

### 賞について
優秀な作品には賞が授与される。賞の種類や人数は開催年によって増減する。
総合最優秀・ツェナワークス賞
応募された作品の中から最も優秀な作品に送られる。
参加賞
コンテスト記念グッズとしてコースターや下敷きなどの小物が参加者全員に送付される。